# Maculabatis
A Maculabatis a porcos halak (Chondrichthyes) osztályának sasrájaalakúak (Myliobatiformes) rendjébe, ezen belül a tüskésrájafélék (Dasyatidae) családjába tartozó nem.

## Rendszerezés
A nembe az alábbi 7 élő faj tartozik:
- Maculabatis ambigua Last, Bogorodsky & Alpermann, 2016
- Maculabatis arabica Manjaji-Matsumoto & Last, 2016
- Maculabatis astra (Last, Manjaji-Matsumoto & Pogonoski, 2008)
- Maculabatis bineeshi Manjaji-Matsumoto & Last, 2016
- Maculabatis gerrardi (Gray, 1851) - típusfaj
- Maculabatis pastinacoides (Bleeker, 1852)
- Maculabatis toshi (Whitley, 1939)